# سرهی شاپتالا

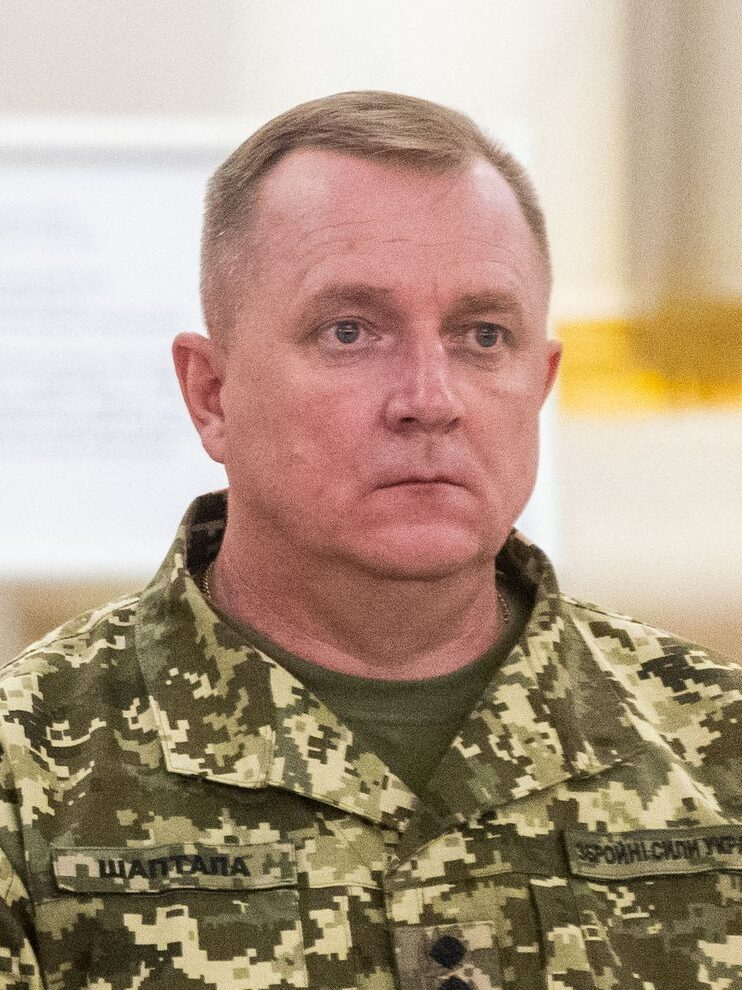
سپهبد سرهی شاپتالا (رئیس ستاد کل)

سرهی اولکساندروویچ شاپتالا (اوکراینی: Шаптала Сергій Олександрович ; زاده ۵ فوریه ۱۹۷۳) رئیس ستاد کل اوکراین (از ۲۸ ژوئیه ۲۰۲۱) است که دارای درجه سپهبد است.